# 克里特島戰役
克里特島戰役（德語：Luftlandeschlacht um Kreta）是第二次世界大戰中希臘战役的一部分，爆發于希臘克里特島的戰事。战斗開始於1941年5月20日早上，德国發動代號“水星行動”（德語：Unternehmen Merkur）的军事行動，在空軍和意大利皇家海軍的護航下空降和登陸克里特島。防守該島的为希臘抵抗運動及盟軍。
經過首天的戰鬥以英軍為首的盟軍承受了极高的傷亡，卻無法有效阻斷德軍的進攻。第2天由於盟军方面的通讯出現问题，导致盟軍指揮官无法及时掌握戰況，致使島上西面的馬萊邁機場落入德軍手中，令德軍得以大量空運增援部隊，在数量上压倒盟軍并最终完全控制克里特島。
克里特島戰役在3个方面都是空前的：
1. 它是历史上首次的大規模空降作戰。
2. 它是盟軍首次利用被破譯的德軍恩尼格瑪密碼機获取情報的作戰。
3. 它是德軍首次遭遇当地平民大规模抵抗的戰役。

受到这次军事行动中空降部队的巨大傷亡影响，希特勒禁止德军今後任何大規模的空降作戰行动，盟軍却对空降兵的潛力印象深刻并开始積極組建自己的空降部队；另外在克里特島戰役後，1941年6月2日空降獵兵在克里特島的孔多馬里村屠殺了至少23名村民，史稱孔多馬里村屠殺，一些史料認為多達60名村民遭到空降獵兵屠戮。屠殺孔多馬里村後的第二天，空降獵兵又在指揮官司徒登的命令下屠殺並毀滅了坎達諾斯村，而據估計有約180名平民死於毀滅坎達諾斯村的行動中，同時坎達諾斯村的所有家畜也都遭到空降獵兵的屠殺。

## 背景
當義大利於1940年10月28日入侵希臘時，盟軍就已經在克里特島登陸，雖然義大利人最終受阻，但因德義聯軍入侵南斯拉夫同時發動希臘戰役卻令57,000名盟軍從希臘本土撤退到克里特島，其中一大部份由英國皇家海軍撤退到該島上；另一些是前來增援守軍的。
控制克里特島令皇家海軍在地中海東部擁有一流的港口，英國轟炸機亦可從克里特島起飛，轟炸德國盟友羅馬尼亞的普洛耶什蒂油田，它對軸心國的戰爭力量非常重要，基於該島的戰略價值，溫斯頓·邱吉爾在之後他的回憶錄第二次世界大戰回憶錄中表示：「因没有足够的兵力而失去克里特岛，是一种罪过。」
只要盟軍一日仍擁有克里特島，軸心國的南翼就沒有安全，在巴巴羅薩行動前佔領該島是必須的，除陸上進攻外，德軍亦頻密轟炸該島以奪取制空權，轟炸行動是成功的，令英國皇家空軍將戰機撤退到亞歷山卓港，但島上仍然駐有大量足以威脅德軍的部隊。
陸上戰鬥開始時，盟軍擁有數量上的優勢及制海權，而德軍則擁有制空權及更佳的機動力，這令德軍能更容易集中部隊。

## 戰鬥序列

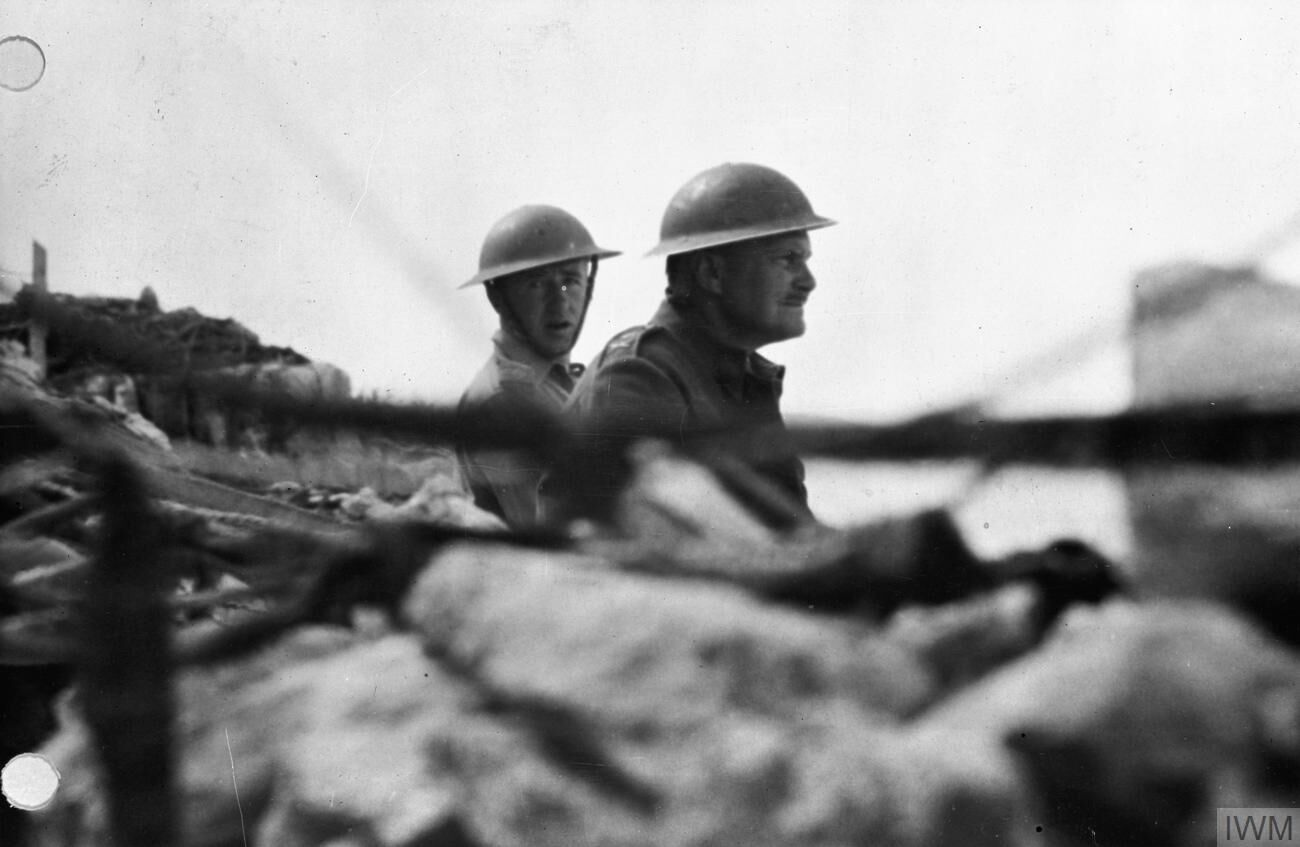
在克里特島戰役中的盟軍司令伯納德·弗賴伯格將軍

### 盟軍
1941年4月30日，新西蘭的伯納德·弗賴伯格將軍被任命為駐克里特島盟軍司令。
到5月時，希臘駐島守軍大約共9,000人：希臘陸軍第5步兵師的3個團，師團大部份已在德軍入侵希臘時轉到本土作戰；克里特島憲兵隊（擁有一個團級兵力）；伊拉克利翁防衛旅，一個防衛旅級部隊 — 大部份負責運輸及物資供應的部隊；及第12和第20希臘步兵師的殘餘部隊，他們撤退到島上及接受英國軍官指揮，亦有一些是軍校的軍校學生及本來在伯羅奔尼撒的希臘訓練中心招募當兵，後來被轉到克里特島以替換調往本土作戰的已受訓士兵，他們已經被重新編組入數個招募訓練旅，及基於此重新組建希臘軍隊，再加入從本土到達作戰經驗豐富的士兵。
大英國協派遣軍包括原本14,000名英國守軍及另外25,000名從本土撤退到此的大英國協軍隊，這些撤退士兵分別從在數次撤退行動中混合而成 — 大體上他們是未受戰損的部隊，指揮官再加上一些其他部隊沒有指揮官的士兵，但他們大部份欠缺重型裝備，主要組成部隊分別有新西蘭第2師，缺第6旅及師團直轄部隊；澳大利亞第6師第19步兵旅；及英軍第14步兵旅，總共大約有15,000名裝備齊全的大英國協士兵，另外有5,000名士兵沒有裝備及一個混合（澳大利亞）砲兵連，5月4日，弗賴伯格拍發電報給中東英軍總司令阿奇博爾德·珀西瓦爾·韋維爾，要求將10,000名沒有或欠缺裝備的士兵撤走，以免為本地平民帶來麻煩，但只有少數能在戰役開始前離開。

### 軸心國軍
4月25日，希特勒簽署元首第28號命令，命令入侵克里特島，由於駐守在阿歷山卓港的皇家海軍控制了克里特島一帶的水域，因此任何登陸作戰的決定將會是從空中優先考慮多於從海上，以減低戰役的風險，加上德國空軍的強大，因此決定實施空降入侵。
這是實際上首次大規模空降入侵作戰，雖然在之前的入侵法國、荷蘭战役、突襲北歐及希臘本土時已小規模使用傘兵空降及滑翔機機降，在後者的戰例中，德軍傘兵佔領了科林斯運河上的大橋，它已被準備被皇家工程兵炸毀，德軍工兵在橋附近使用滑翔機機降，而傘兵則進攻一周長內的防守，大橋在戰鬥中遭到破壞，使得德軍前進受到了阻滞，盟軍虽失去了大量重型裝備，但有足夠時間將18,000名士兵撤退到克里特島，將另外23,000名士兵撤退到埃及。
其計劃是使用傘兵佔領島上重要地點，包括機場以運入供應及增援部隊，德國第11傘兵軍負責指揮德軍第7空降師（將主要由傘兵空降及使用滑翔機機降）及德軍第22空降師（在第7空降師佔領機場後機降）實施進攻，進攻日期定於5月16日，但後來被推遲到5月20日，并由第5山地師代替第22師。

## 情報

### 英國的情報及Ultra截聽
當時，盟軍指揮官們已經從Ultra截聽中知道即將來臨的入侵，弗賴伯格將軍被通知德軍的戰役計劃，及開始在機場附近及沿北部海岸建立防禦工事，但是，他也受到缺乏現代化裝備之苦及必須面對現實，敵軍即使配備輕武器的傘兵，如果集合起來亦能擁有強大火力，加上，雖然Ultra截聽向弗賴伯格將軍提供有關德軍的詳細情報，但破解密碼的人只是翻譯員，不是技術專業人員，不知來龍去脈的人因此誤解了情報內容，例如，德軍的信息描述了海上運輸的行動，這嚴重影響了弗賴伯格的軍事部署，因為他估計德軍將從海上登陸，這與德軍準備在馬萊邁機場空降的原本目標大相逕庭，而且，他亦受其上司的束縛，他曾要求破壞在島上的機場，如果被德軍攻佔，亦不能被敵軍用來空運增援部隊，但這個要求被其上司否決，因為他們考慮當戰役勝利後可利用這些機場攻擊德軍。

### 德國的情報
德國軍事情報局局長海軍元帥威廉·卡纳里斯原本報告克里特島上只有5,000名英軍及沒有任何一個希臘士兵，不清楚卡斯里納被錯誤通知或嘗試破壞希特勒的計劃（卡斯里納後來被懷疑參與策劃7月20日密謀案而被處以死刑），軍事情報局亦估計克里特島居民會視德國人為解放者而歡迎德軍，基於他們強烈歡迎共和制及不接受君主專制政體，及希望享有一些“…有利的及已在本土訂定的條款…”，而擁護共和政體的已故希臘首相埃萊夫塞里奧斯·韋尼澤洛斯正是克里特島人，島上很多人也支持他的想法，德國人低估了他們的愛國主義，事實上，希臘國王喬治二世及其隨從是在希臘及大英國協的士兵幫助下經克里特島逃離希臘。克里特島平民，如果在之前的戰役成為戰俘的，他們如今被德軍釋放（請看下面）。
德國第12軍團的情報比較不樂觀，但亦相信大英國協的軍隊比之前已經削弱，及低估了從希臘本土撤退到來的希臘士兵數量，戰區指揮官亞歷山大·勒爾上將則認為2個師的兵力已足夠攻佔全島，但仍決定增調在雅典的第6山地師作為預備隊，但後來事實證明這是明智的預防措施。

## 武器

### 德國
德國人在克里特島使用了一些新武器：40式75毫米輕型迫擊砲（實際上是無後座力砲）。重320磅（145 kg），它的重量只是德國正式的75毫米戰防炮的十分之一，亦只有同系列火炮的三分之二，它可向3英里（5公里）外的目標發射13磅（6 kg)炮彈，加上傘兵使用的MP40衝鋒枪及裝有手動槍機的Kar98k手動步槍，而幾乎每個班都配備了MG34通用機槍。
德國人利用降落傘的顏色來分配不同需配備的步槍、彈藥、集體使用的武器及其它物資，投放重型裝備如40式無後座力炮時則使用降落傘背帶。
士兵會穿著特別軍服，以給予低飛的軍機提供空中支援及空投物資。
與其它國家的空降部隊的個人武器是用帶捆綁在傘兵身上不同，而德軍的空降程序是傘兵個人武器是用空降罐投放的；這是主要的分別，當武器從飛機被投下來以阻止傘兵被狙擊手射擊前，傘兵在降落後很短時間內只有靠身上的武器如刀自衛或避開射擊，這樣設計亦出現其他問題：標準的德軍降落傘只有一個單獨的扣板連繫傘兵及降落傘，因此傘兵不能携帶多一些武器及可能在降落時對傘兵做成危害，而只有百分之二十五的傘兵配備衝鋒槍也是很大缺點，很多輕機槍都是放在投放筒內。

### 希臘
希臘軍隊士兵配備了6.5毫米曼利夏-舍瑙厄爾1903步槍或奧地利制造的8毫米斯泰爾-曼利夏M1895狙擊步槍，後者是–第一次世界大戰時代的產物，大約1,000名希臘士兵使用年代久遠的Fusil Gras mle M1874狙擊步槍，守軍已將他們最好的武器投入了之前的本土防衛戰中，他們有12支將廢棄的聖艾蒂安M1907輕機槍及40支其他各型輕機槍，很多希臘士兵只配備了少於30發的子彈，也不能從英軍方面獲得補給，因為英軍的子彈口徑跟他們不一樣，這嚴重影響了他們在戰役中的位置；他們將彈藥不足的軍火庫設在島的東部，因為他們估計德軍不會進攻這裡，裝備不足的希臘人只能靠精神感召；歷史學家克里茆托弗·巴克利描述他們的戰鬥是…充滿勇氣及不屈不撓的（154）。

### 大英國協
大英國協士兵使用其標準李-恩菲爾德步槍、布倫輕機槍及維克斯中型機槍，盟軍在克里特島沒有足夠的通用運輸車或貨車，为各快速反應部隊提供額外的機動力及火力以在空降前對付傘兵的進攻。
盟軍共有85門各式的火炮，大部份從義大利軍處虜獲的，但是沒有瞄準器。
高射炮防禦包括一門裝配有自動發射的20毫米輕型高射炮，部署在兩個機場之間，炮管已被小心伪装，用橄欖樹林掩護，士兵被命令在德國空軍戰鬥機及俯衝轟炸機出現時不能發射以免暴露位置。
盟軍的裝甲力量包括9輛屬於第7皇家坦克團B裝甲營的馬蒂爾達IIA型步兵坦克及16輛屬於第4女皇私人輕騎兵隊C裝甲營的馬克6型輕型坦克，一般來說當時大部份英軍坦克裝配了2磅炮（40毫米），但只能發射穿甲弹，對攻擊步兵效果不大（在這樣小口徑火炮实战中使用高爆炸彈作用不大）。
坦克本身亦有維护問題，特別是引擎已被磨損及因克里特島上沒有充足資源而被拆開檢修，很多坦克均是被當作流動碉堡被部署在戰略要點，其中一輛破損了的馬蒂爾達坦克因其炮塔曲柄损坏故只能順時針方向轉動。到最後，大部份英軍坦克的損失于當地崎嶇的地形，而不是戰鬥。

## 戰略與戰術

### 水星行動

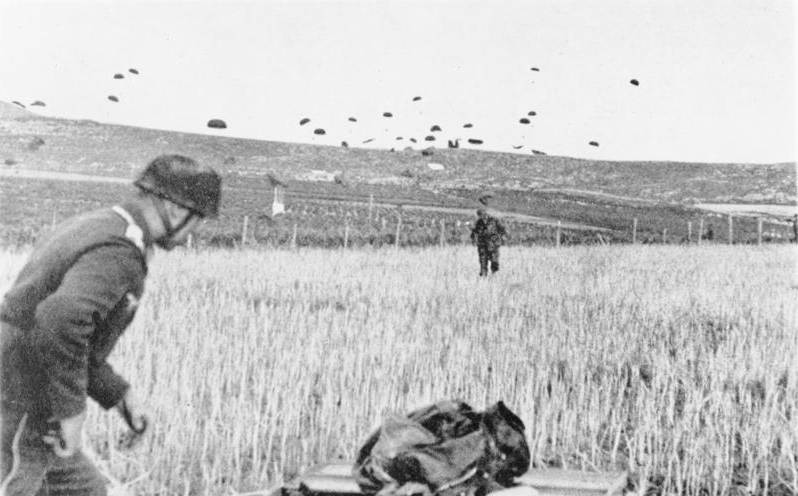
在克里特島空降的德軍傘兵

德國最高統帥部內部對在克里特島的行動計劃有很多激烈的爭論，雖然所有人均同意馬萊邁必須被攻佔，但一些爭論集中在是否攻佔其它目標，如在伊拉克利翁及雷西姆农的較小型的機場，德國空軍指揮官亞歷山大·勒爾空軍上將及海軍指揮官卡爾·舒斯特海軍中將傾向于集中主要兵力在馬萊邁，以達至突擊力量的超越性，相反，克特·司徒登希望更廣泛分佈其傘兵力量，以最大限度達致突擊的效果，作為最初的目標，馬萊邁有很多優點：它是最大的機場，能夠供重型運輸機起降以提供增援；它非常接近本土，在德國空軍的Bf 109戰鬥機的航程範圍內；及它接近北部海岸，能很快得到從海上來的增援。赫爾曼·戈林提出一個妥協方案及最後的計劃強調首先攻佔馬萊邁，同時不忽視其它目標。

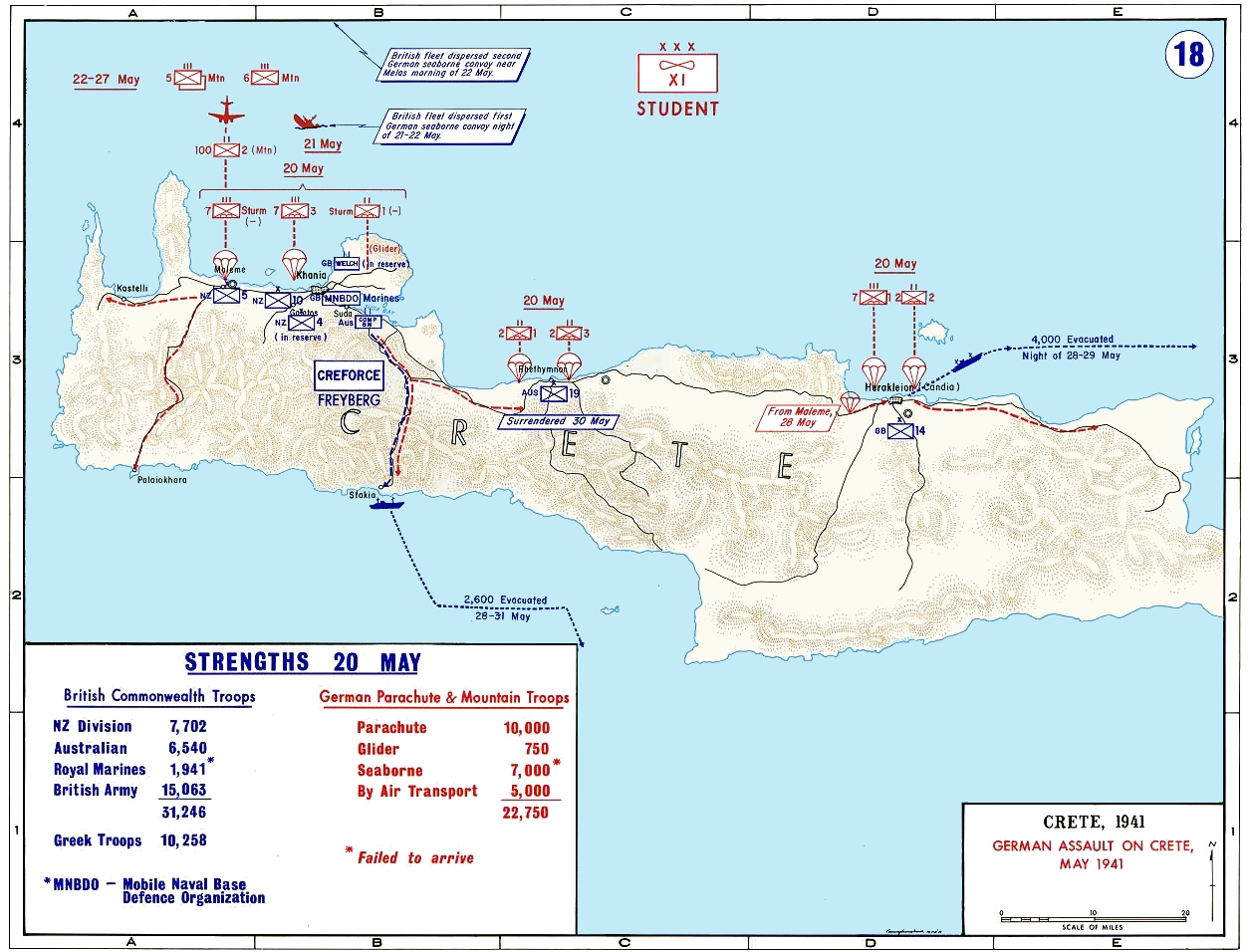
德軍進攻克里特島示意圖

最後計劃的代號是水星，取自羅馬帝國的天神墨丘利，德軍共被分為三個集團，中部、西部及東部集團，每一個集團的行動都有個別根據神話而訂定的行動代號，共有750名滑翔機降兵、10,000名傘兵、5,000名機降的山地軍及7,000名船運的士兵參與入侵行動，其中西部集團兵力最強。
| 中部集團 | 瑪爾斯 | 威廉·蘇斯曼少將   | 監獄谷，哈尼亞蘇達灣，雷斯蒙 |
| 西部集團 | 彗星   | 歐根·邁因德爾上校 | 馬萊邁                       |
| 東部集團 | 獵戶座 | 布魯諾·布勞爾上校 | 伊拉克利翁                   |

 有關參戰部隊的詳細資料，請看主條目： 克里特島戰鬥序列
德軍空降教條是基於將小量傘兵直接空降在敵人機場，這些部隊將攻佔周邊陣地及摧毀所有當地的高射炮，令滑翔機能將更多部隊送到，弗賴伯格之前通過觀察德軍的行動明白到這一點，因此決定放棄一些不適合空降的機場，不過這個命令卻被在亞歷山卓的中東司令部撤回，他們認為入侵不會成功，因此希望在防守勝利後保留這些機場給英國皇家空軍使用，但事實上這是絕對錯誤的決定，他們不清楚這是否一個實例給德軍證明可以利用一些不健全的機場空降增援，一些德軍嘗試將運輸機在海灘上緊急降落；其他的降落在荒廢了的機場，卸下物品及再起飛，由於德軍願意放棄一些運輸機以取得戰役勝利，因此不清楚破壞機場的決定是否能對戰役之最後結果產生什麼分別，滑翔機在設計時已被設定為可以犧牲的及必然地他們的嘗試在其選擇的空降目標下的風險是非常大的。

## 第一日， 5月20日

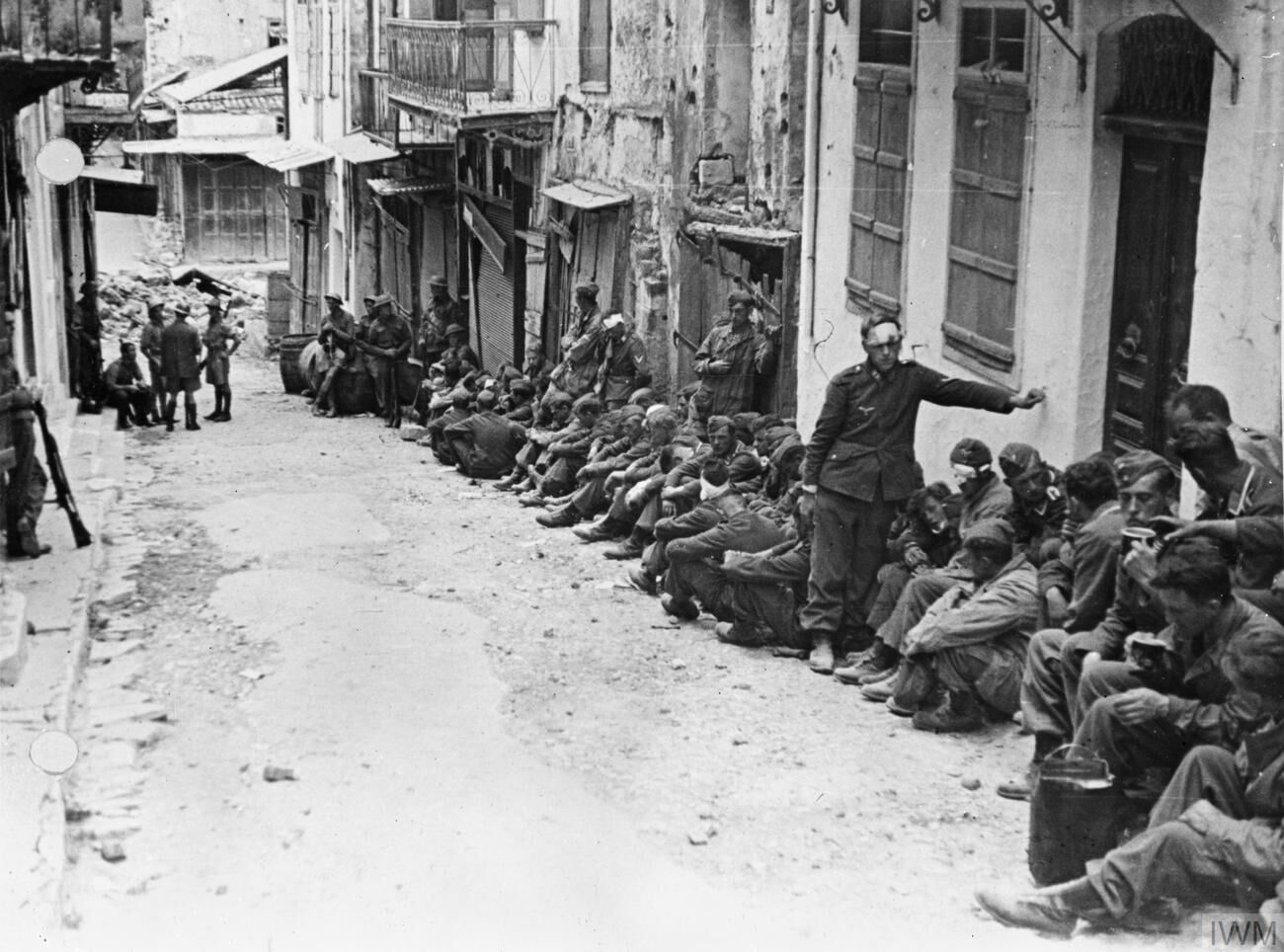
被英軍俘虜的德軍傘兵

### 馬萊邁-哈尼亞地區
5月20日早上8時正，德軍傘兵在接近馬萊邁機場及哈尼亚的地區降落，新西蘭第21、22及23營負責防守馬萊邁機場及附近一帶地區，德軍在入侵的頭數小時內便付出了巨大傷亡，其第3營的一個連的126名傘兵便有112人陣亡；在第一天戰鬥結束前整個營的600名士兵便有400人陣亡。
德軍初始入侵的兵力中，主力的部份受到部署在馬萊邁機場及尼亞城附近盟軍重擊。許多傘兵在落地後，隨之降落的滑翔機在降落瞬間就被迫擊砲擊中。成功降落的滑翔機也幾乎被希臘與盟軍防衛兵力消滅。
如同空降的兵力一般，一些德軍兵力降落在偏移機場的位置，馬萊邁機場以西的位置建立防守據點。
最初的進攻部隊，大部份在馬萊邁及哈尼亞機場被消滅，很多滑翔機及傘兵在降落數秒鐘後被迫擊砲轟擊，他們很多的被希臘及大英國協的守軍弄至精疲力竭。
一部份德軍在機場附近空降，他們一般是被空投及在馬萊邁機場西面及哈尼亞地區的監獄峽谷建立防禦工事，雖然他們被圍困及未能攻佔機場，但他們依然據守及守軍要面對他們的進攻。
希臘的警察及軍校學生亦在行動，希臘第1旅聯同當地居民在卡斯特里擊潰1隊德軍傘兵分遣隊，同時希臘第8旅及軍校學生在克林巴里及帕雷歐霍拉牽制德軍第95偵察營，這裡預計是盟軍從北非來增援的部隊之登陸地點。

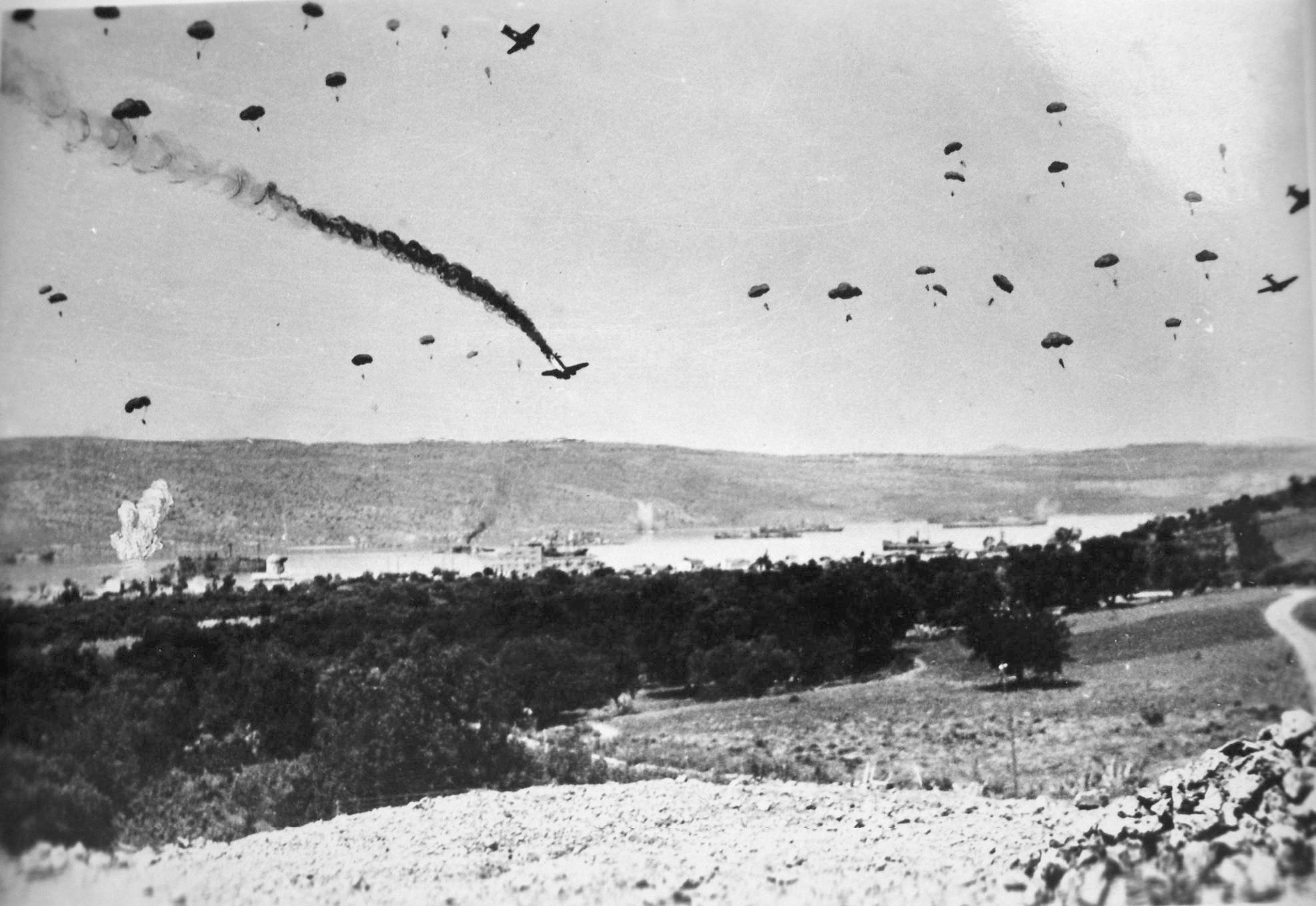
更多傘兵空降 - 照片可能被修改過以作為宣傳活動之用

### 雷西姆农-伊拉克利翁地區
第二波德軍在下午到達，一組在下午4時15分進攻雷西姆农及另一組在下午5時30分攻擊伊拉克利翁，在較早前守軍正在等待他們及給予重大傷亡。 
伊拉克利翁由英軍第14步兵旅、澳大利亞第4營第2連、希臘第3、第7及警衛營（第5海外克里特師）防守，希臘單位缺乏裝備及補給，特別警衛營因師團大部份物資已被送往本土，但他們仍然勇敢地戰鬥。
德軍在第一天在伊拉克利翁附近突破了守軍的封鎖線，攻佔在城市西面的希臘軍營及佔據碼頭區；希臘軍曾經反攻及收復它們，一些德軍單位開始利用城市居民作為人肉盾牌，及德軍投下傳單勸導投降及揚言如果盟軍不立即投降將會有悲慘的後果，翌日伊拉克利翁遭受猛烈炮轟，希臘守軍撤退及預計在通往克諾索斯的公路設防。
日落時，沒有任何德軍目標被攻佔，這個冒險計劃 — 分頭向四個不同地點發動突襲而不是集中在一個 — 看來已經失敗，雖然德國人不知道原因。
回到20日晚上德軍在馬萊邁仍然繼續緩慢的將新西蘭守軍從107號山頭擊退，這裡可以俯瞰整個機場，軸心國指揮官決定在翌日將所有援軍送入馬萊邁地區。
在參加該戰役第一天的傘兵中，有一位是前世界重量級拳擊冠軍麥克斯·施梅林，他當時的軍階是上等兵，後來施梅林在該戰役及戰爭中生存下來。

### 人民的抵抗

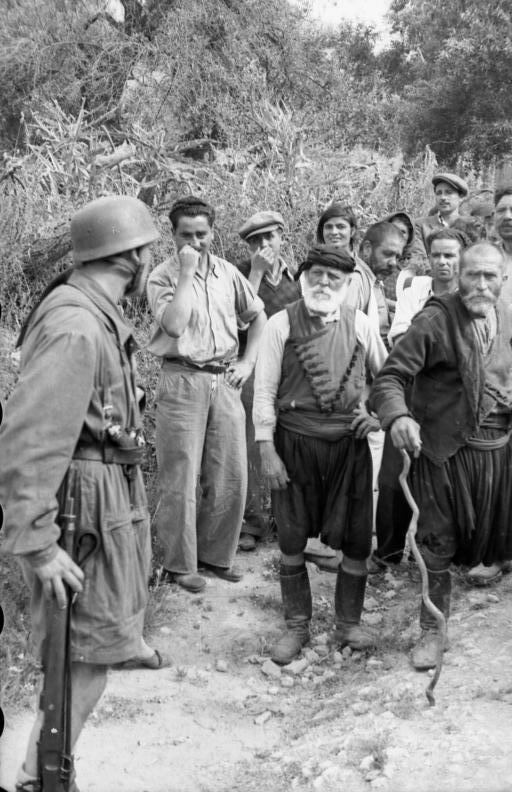
與空降獵兵軍人對抗的希臘克里特島孔多馬里村村民

無論在島上任何地方，克里特島上的居民、士兵及其他人員不論手上有什麼武器均起來抵抗，在一些情況下，以前用來對抗土耳其人的禦林軍亦投入戰鬥，另外，居民亦拿起他們從厨房及洗手間拿到的武器進行抵抗，及很多德國傘兵被在島上星羅其佈的橄欖樹叢刺死或棒打而死，其中一個例子，一名年老的克里特島人用他的手杖將一名還來不及將自己從降落傘鬆開的德國傘兵打死，居民亦使用虜獲的德軍小型武器進行抵抗，他們的行動不只是騷擾性的—島上居民在反攻卡斯特里及帕雷歐霍拉時亦扮演很重要的戰略角色，在這些地方他們採用了很多英國及新西蘭顧問的建議以阻止大屠殺，而島上居民的行動亦抑制德軍在伊拉克利翁西北部及市中心的行動。
這是德軍首次遭遇被侵略國人民廣泛及無限制的抵抗，及在一段時間內亦不能平定，但是，當他們克服了這些衝擊後，德軍傘兵展開了嚴厲的報復，加上很多游擊隊員均沒有識別例如臂章，德軍因此認為不需要遵守任何日內瓦戰爭公約給予的限制。然而被殺的並不全是游擊隊成員，許多被殺的人都是一般平民，在毀滅坎達諾斯村的行動中，被殺者包括婦女跟兒童。
在克里特島戰役後，1941年6月2日空降獵兵在克里特島的孔多馬里村屠殺了至少23名村民，史稱孔多馬里村屠殺，一些史料認為多達60名村民遭到空降獵兵屠戮。屠殺孔多馬里村後的第二天，空降獵兵又在指揮官司徒登的命令下屠殺並毀滅了坎達諾斯村。據估計有約180名平民死於毀滅坎達諾斯村的行動中，其中包括婦女及兒童，同時坎達諾斯村的所有家畜也都遭到空降獵兵的屠殺。

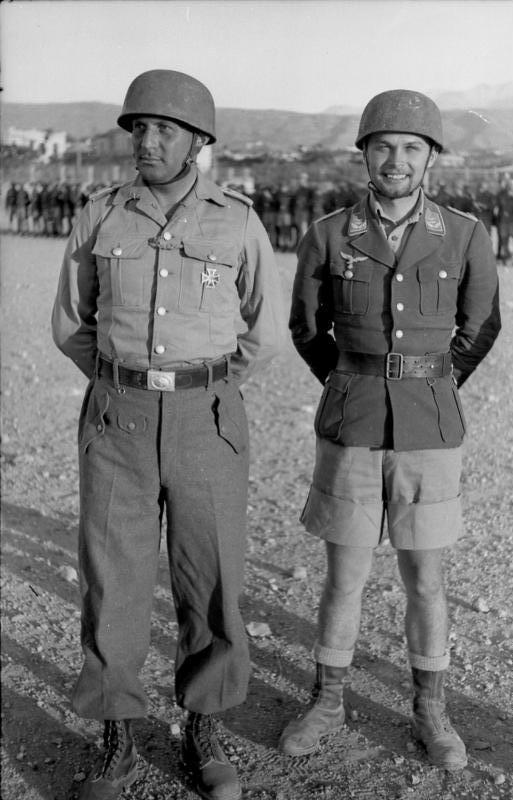
照片中左方人物為華爾特‧葛利科（Walther Gericke）；右方人物為霍斯特·崔比斯（Horst Trebes）
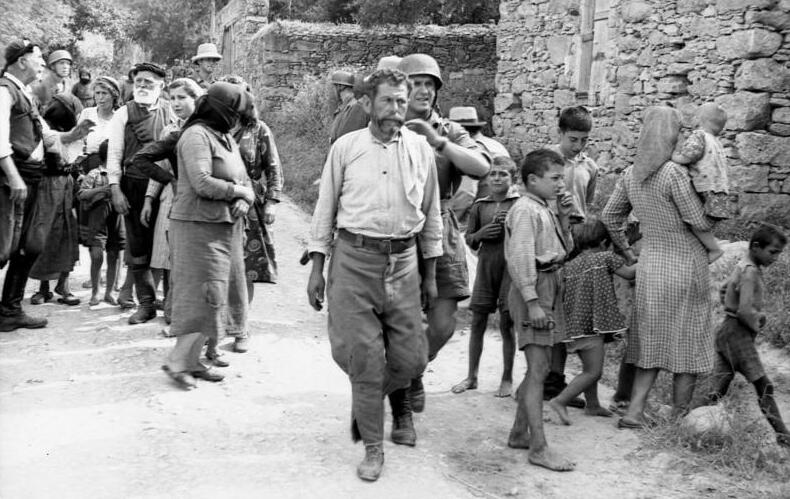
將被處決者與其他村民被隔開
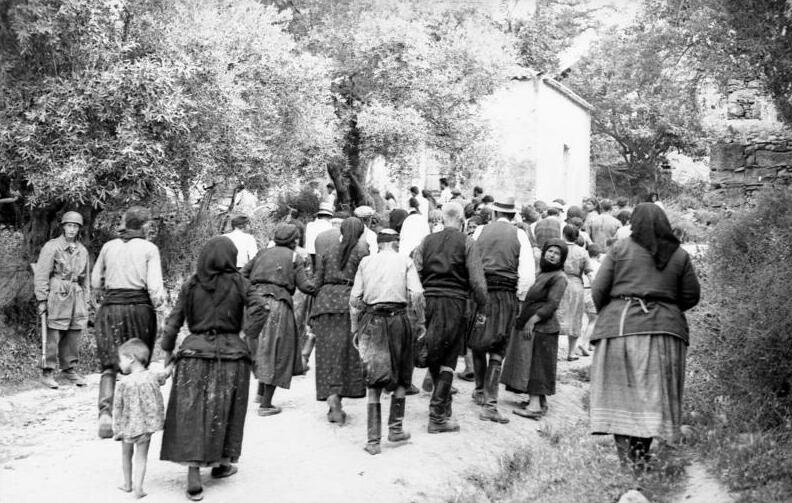
被帶往他處的婦孺
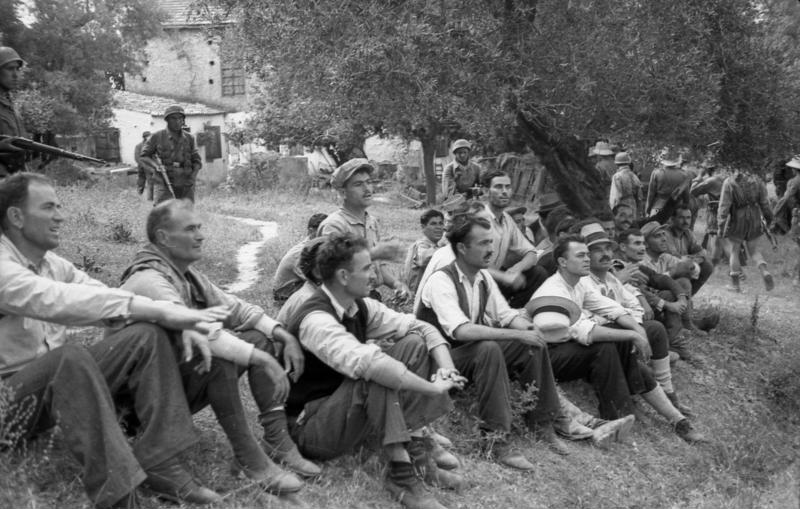
作為人質的孔多馬里村村民
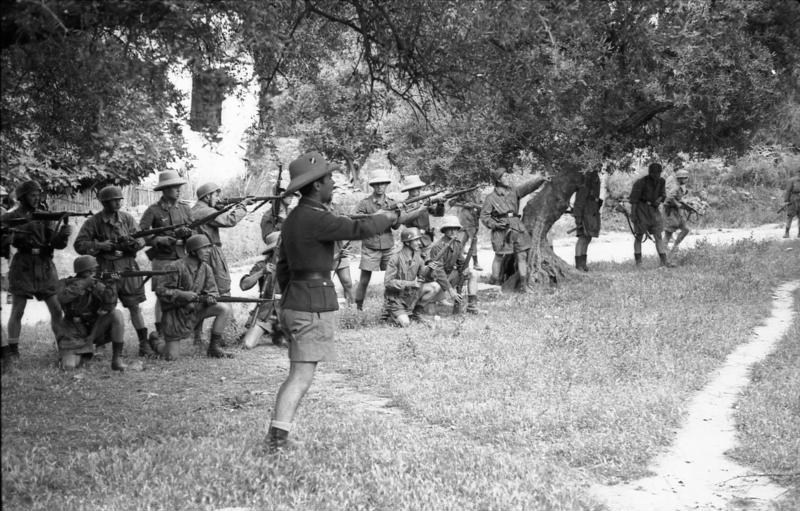
空降獵兵士兵準備開槍，在前方者為霍斯特·崔比斯
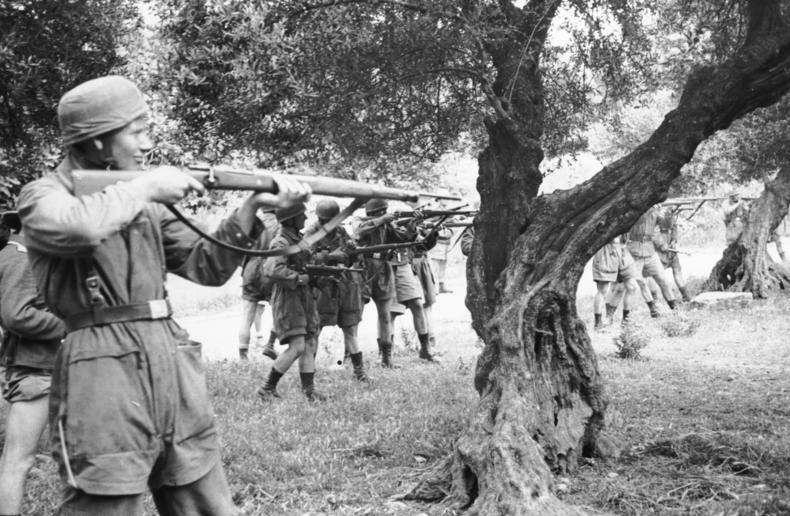
開槍士兵的近照
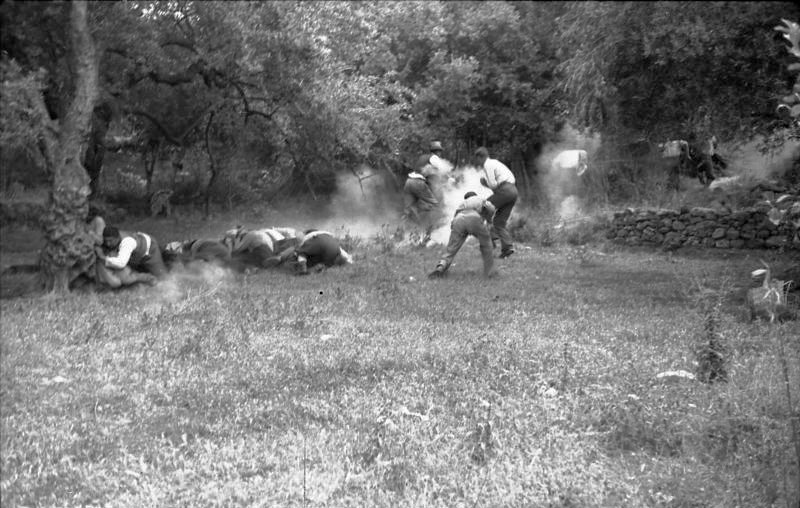
孔多馬里村平民遭空降獵兵士兵射殺
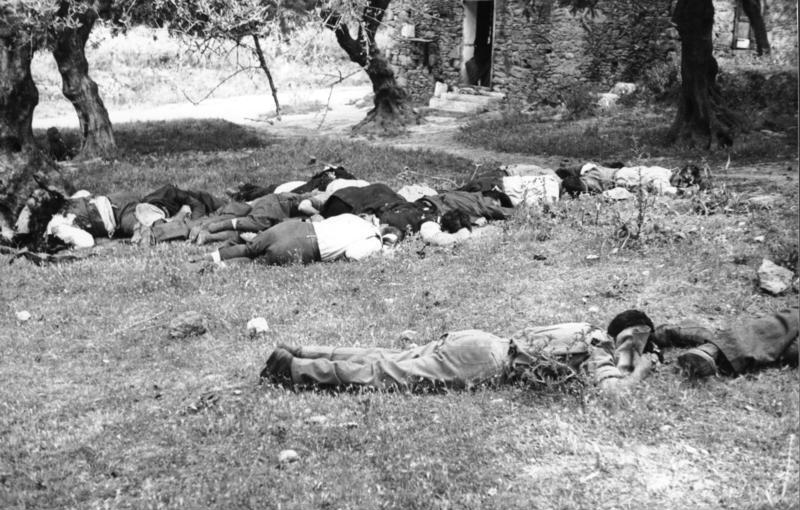
孔多馬里村村民的遺體
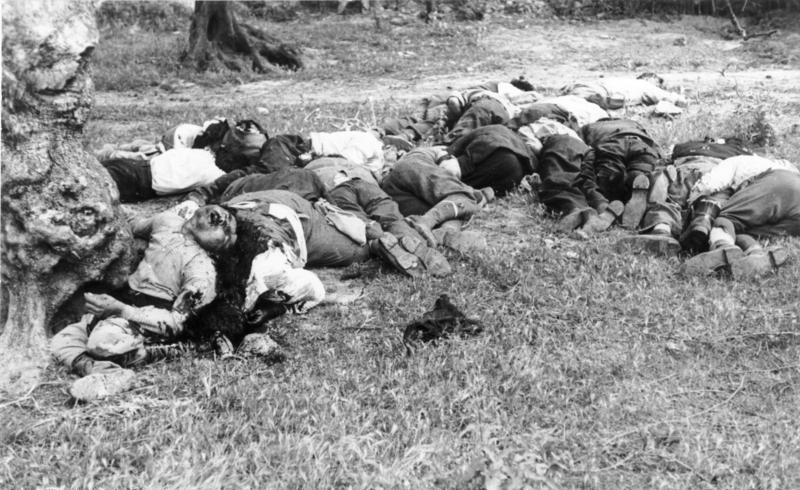
孔多馬里村村民遺體近照

### 國王逃離
大部份克里特人，如同上面描述一樣，是共和主義者 — 有如大部份希臘本土人民一樣，1924年希臘國王喬治二世已經被廢掉及流亡至羅馬尼亞王國，在1935年因共和政府倒台才回國執政，德國人認為喬治是一位親英派人士及他們征服希臘的障礙，尤其他們是反對君主主義者，當國王在4月22日逃至克里特島及發表一份具蔑視的備忘錄時，希特勒於5月4日演說時作出攻擊國王的回應，英國人擔心的一個出乎意料的由空降部隊攻佔克里特島的行動宣傳已經展開。
國王當時正停留哈尼亚市外接近瑞瑟蒙村的一座別墅內，他與其隨行人員很少離開這座別墅及要忍受首相艾馬努伊·佐德諾斯，在首相的大宅花園，可觀察到德軍傘兵的空降行動，雖然負責進攻加拉塔斯的德國空軍第3傘兵旅第3團的士兵錯誤地降落在附近一帶，英國皇家海軍的撤退行動已準備就緒，由英國駐希臘武官布朗特勛爵負責，由雷恩中將指揮的一群新西蘭步兵及全數克里特憲兵騎士作為掩護，國王由其表親彼得王子、典禮教授迪米特里奥斯·維奧迪斯勲爵、佐德諾斯首相及希臘銀行代理行長基里亞科斯·瓦瓦拉索斯。
該團與德軍及當地克里特人均有頻繁接觸，一支小型艦隊根據佐德諾斯的命令被召回；它們回來報告別墅已被佔領，表明德軍已知道國王就在附近，賴恩陸軍中尉已幫助國王脫下希臘的有金色條紋及其它引人注意的裝飾品之將軍制服，德軍在一地點被克里特島山地軍夾擊，在希臘的彼得王子大叫及他們回應說：「德軍亦講希臘語及穿著希臘軍隊制服。」最終相信皇室隨員不是德軍間諜及讓他們通過，當晚被疏散者在Therisso村休息，在這裡他們被門外的喧鬧所驚嚇，打開門後發現一批在當日較早時逃出來的戰俘，愛國心最終壓倒了任何對德國解放者的同情心及對君主主義者法規的厭惡，戰俘們沒有背叛逃亡者而前往尋找武器繼續戰鬥。
雖然放棄了與他們同行的騾子及缺乏適當的衣服和裝備進行登山行動，逃亡者們安全地到達了他們的會合地點，在這裡他們與逃出來的英國外交使節團會合，他們向英國皇家海軍誘餌號驅逐艦發出信號以引導其泊岸，他們在5月22日晚上到達埃及亞歷山卓港，同時另外兩名希臘皇室成員也在同一水域上，菲利浦王子(日後英國女王伊莉莎白二世的丈夫)當時是海軍中尉及在勇敢號戰列艦上作為探照燈大副服役，而路易斯·蒙巴頓伯爵則是皇家海軍第5驅逐艦分隊隊長及當時在凱利號驅逐艦上，該艦後來在5月23日被擊沉。

## 第二日，5月21日
翌日早上德軍發現原本在107號山頭防守機場的新西蘭步兵團已在早一天晚上錯誤地撤退，雖然他們仍然繼續用大炮向這區開火，這給予德軍有機會控制了機場，而當時德軍正在附近的海岸進行登陸，當晚JU 52運輸機空運第5山地師的單位到達增援，當飛機降落後這些山地部隊立即前往前線作戰，而其中一些運輸機被炮火擊中及遺棄在機場。

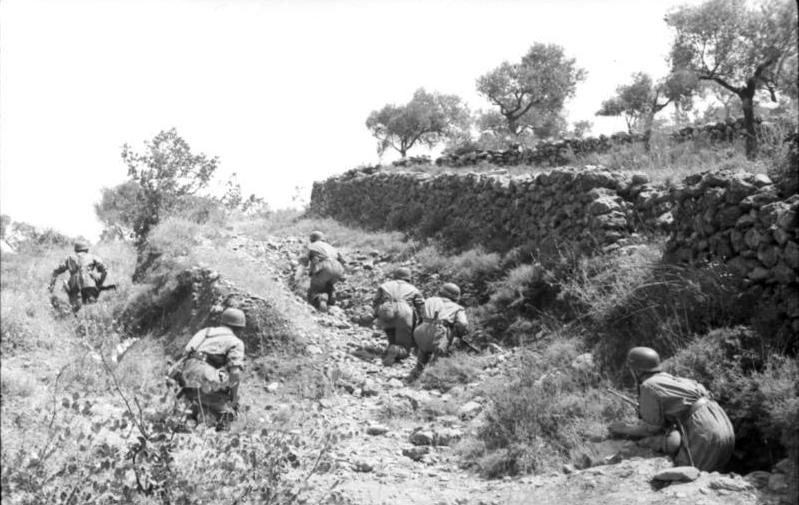
德軍傘兵正在進攻

### 海軍在5月21日的進攻
午夜前，皇家海軍D艦隊截擊一支進行增援的小艦隊進行增援，該小艦隊由一艘小型驅逐艦狼號護航，皇家海軍成功地阻止了一次登陸行動。
護航艦隊包括大約20艘輕巧小舟，由義大利皇家海軍單位實施保護，其中10艘船及2,000名德軍由於義大利海軍指揮官弗朗切斯科·明貝利面對更強大的敵人時之卓越調動而安全到達，行動中共有大約300名德軍及2名義大利水手陣亡，而英軍亦有2名在奧賴恩號輕巡洋艦服役的水手戰死。

## 第三日，5月22日
由於意識到馬萊邁是控制全島的關鍵，守軍因而派出兩個新西蘭團—第4旅的第20團及第5旅的第28毛利人團在5月21日晚–5月22日發動反攻，但由於害怕敵軍從海上登陸，因而一定數量可以參加反攻的部隊未能參加，雖然這個可能性因強大的皇家海軍出現而不復存在，但皇家海軍的到達對計劃的改變來說已經太遲。
該部隊在晚上發動進攻，但當時原本的傘兵已建立起防線，及新到的山地軍已證明難以逐出，攻勢慢慢地逐漸枯竭，未能收復機場，在這裡守軍向島的東面作出一系列後撤，以避免被迎面而來的德軍迂迴。

### 海軍在5月22日之進攻
安德魯·康寧漢認為應該沒有任何德軍運輸艦到達克里特島，因而派出由金海軍中將的C艦隊(3艘巡洋艦及4艘驅逐艦)通過卡索海峽進入愛琴海，以攻擊由義大利掃雷艦人馬座號護航的第2運輸分艦隊，該艦隊在早上8時30分擊沉了一隻從運輸分艦隊脫隊的土耳其輕巧小舟，因而避開了當時對水神號輕巡洋艦的空中攻擊，護航船隻嘗試避免殺死在水中的戰友，金中將的中隊仍然處在敵軍空中攻擊下及發射防空炮火，在早上10時左右於米洛斯島發現人馬座號，當時金上將難以決定，雖然有火力上的優勢，但他缺乏彈藥及遭到義大利戰艦的魚雷攻擊，但是他已成功地阻止了德軍的運輸作戰，在搜索及撤退行動中C艦隊遭到重大損失，水神號輕巡洋艦與卡萊爾號輕巡洋艦與碰撞，康寧漢上將其後批評了金之決定。
C艦隊與羅寧海軍少將的艦隊在Kithera水道會合，在這裡他們遭到更猛烈的空中攻擊，一枚炸彈擊中了厭戰號戰列艦及灰狗號驅逐艦被擊沉，金中將派出坎大哈號驅逐艦及京士頓號驅逐艦救起生還者，而格拉斯哥號輕巡洋艦及斐濟號輕巡洋艦提供防空掩護，但他忘記了這兩艘巡洋艦缺乏彈藥，格拉斯哥號被數枚炸彈擊中，當時艦隊正在撤退，該艦因而掉隊及遭到集中攻擊，艦上共722名船員戰死。
對A1及C艦隊的空中攻擊持續，2枚炸彈擊中勇敢號戰列艦（菲利浦王子當時在船上）及之後擊中斐濟號輕巡洋艦，令該艦失去作戰能力，格哈特·布倫納中尉的一架Ju 88轟炸機向斐濟號投下了3枚炸彈，將其擊沉，翌日早上坎大哈號及京士頓號驅逐艦共救起了500名生還者，皇家海軍共損失了2艘巡洋艦及1艘驅逐艦，但亦將入侵艦隊擊退。

## 5月23—27日
對敵人增援部隊的攻擊仍然持續，盟軍亦開始撤向克里特島南部的戰鬥。

### 5月23日：凱利號及喀什米爾號的沉沒

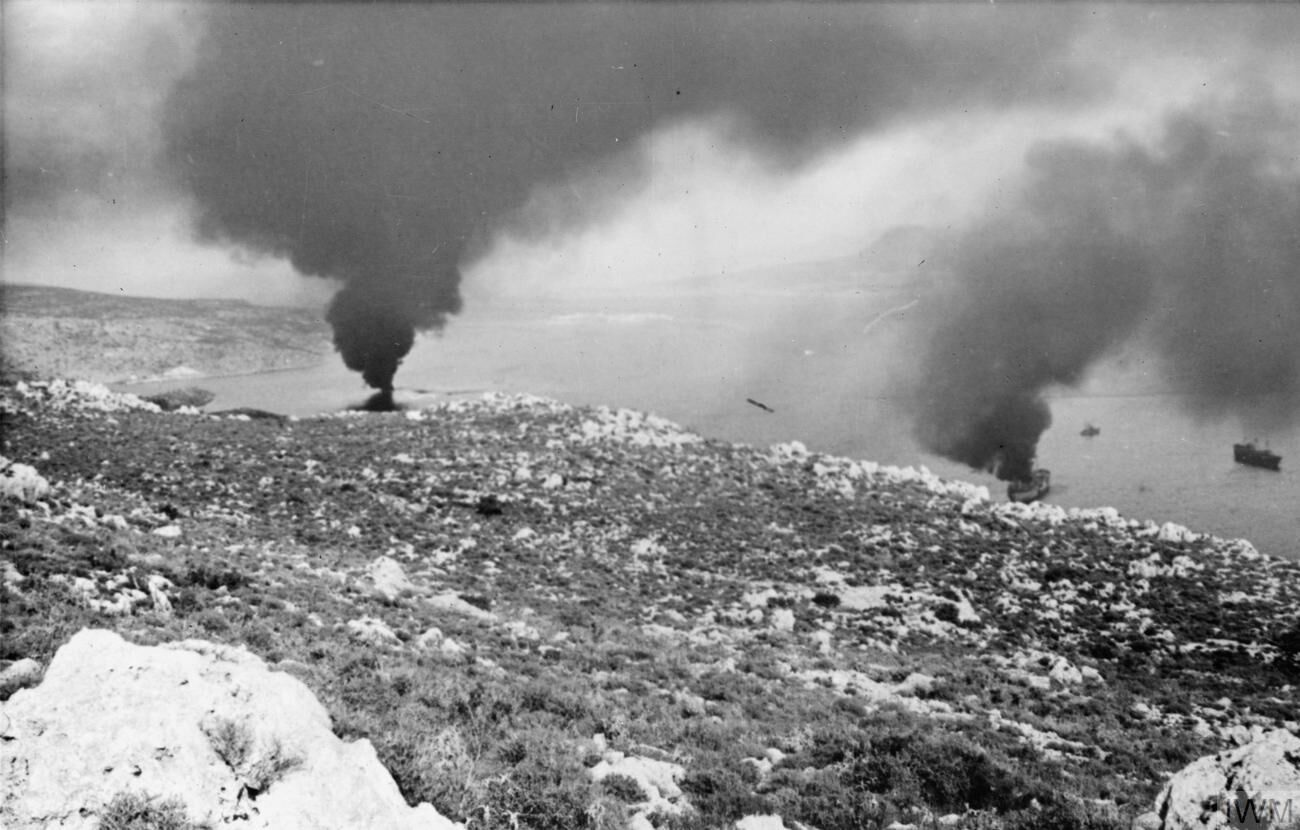
剛剛被德國空軍轟炸後的蘇達灣

第5驅逐艦分艦隊：凱利號驅逐艦、基普林號驅逐艦、凱爾文號驅逐艦、傑克爾號驅逐艦及喀什米爾號驅逐艦在指揮官路易斯·蒙巴頓伯爵的指揮下，被命令在5月21日離開馬爾他，與從克里特島離開的艦隊會合，他們在格拉斯哥號巡洋舰及斐濟號巡洋舰沉沒後到達該區，他們首先救起生還者但亦受到來自克里特島的輕巧小船及在馬萊邁的掩護炮火的攻擊，凱爾文號及傑克爾號驅逐艦留下來繼續進行搜索，而蒙巴頓與凱利號、喀什米爾號及基普林號驅逐艦返回亞歷山大港。
當這3艘船到達克里特島西邊，它們遭到24架斯圖卡式俯衝轟炸機的猛烈攻擊，喀什米爾號被擊中及在2分鐘內沉沒，凱利號亦被擊中及隨後翻沉，基普林號沒有被從另外2艘船救出279人时德军发动的新一轮空袭所击沉，諾埃爾·科沃德的電影效忠祖國正是根據此段歷史而拍攝的。

### 5月24—26日
在5月24日對在卡斯特里之盟軍據點的空中攻擊後，德軍第95山地先鋒營前進至該市，這些轟炸令一些在5月20日被俘的德軍傘兵能逃走；剛剛走出來的傘兵殺死及俘虜了數名指揮希臘第1旅的新西蘭軍官，雖然遭到這些挫折，希臘人仍然作出堅強的抵抗，但只有600支步槍及數千發子彈可分配給一支為數1,000名缺乏訓練的部隊，這不足以擊退德軍的進攻，在卡斯特里與希臘第1旅殘餘部隊的戰鬥持續至5月26日，令攻佔該市以作為增援部隊登陸的德軍付出一定程度的傷亡。

### 5月27日
德軍成功控制卡斯特里港口，讓輕型坦克登陸。

#### 意軍在錫蒂亞登陸
5月27日下午，一支意大利軍船隊從羅得島出發，打算在13輛L3/35輕型坦克的支援下登陸第50步兵師里賈納的一個旅。

#### 第42號街戰役
在5月27日早上一場兇猛的刺刀拼殺中，新西蘭第28毛利人團、澳大利亞第7團第2營及澳大利亞第8團第2營掃蕩了原本被德軍第14山地營威脅的在蘇達灣與哈尼亞之間的道路。

#### 命令撤退
在倫敦的最高統帥部認為戰鬥已沒有希望及最終在5月27日命令全面撤出克里特島，總指揮弗賴伯格因而命令其部隊向南部海岸退卻以準備撤退。

## 撤退到埃及，5月28日–31日

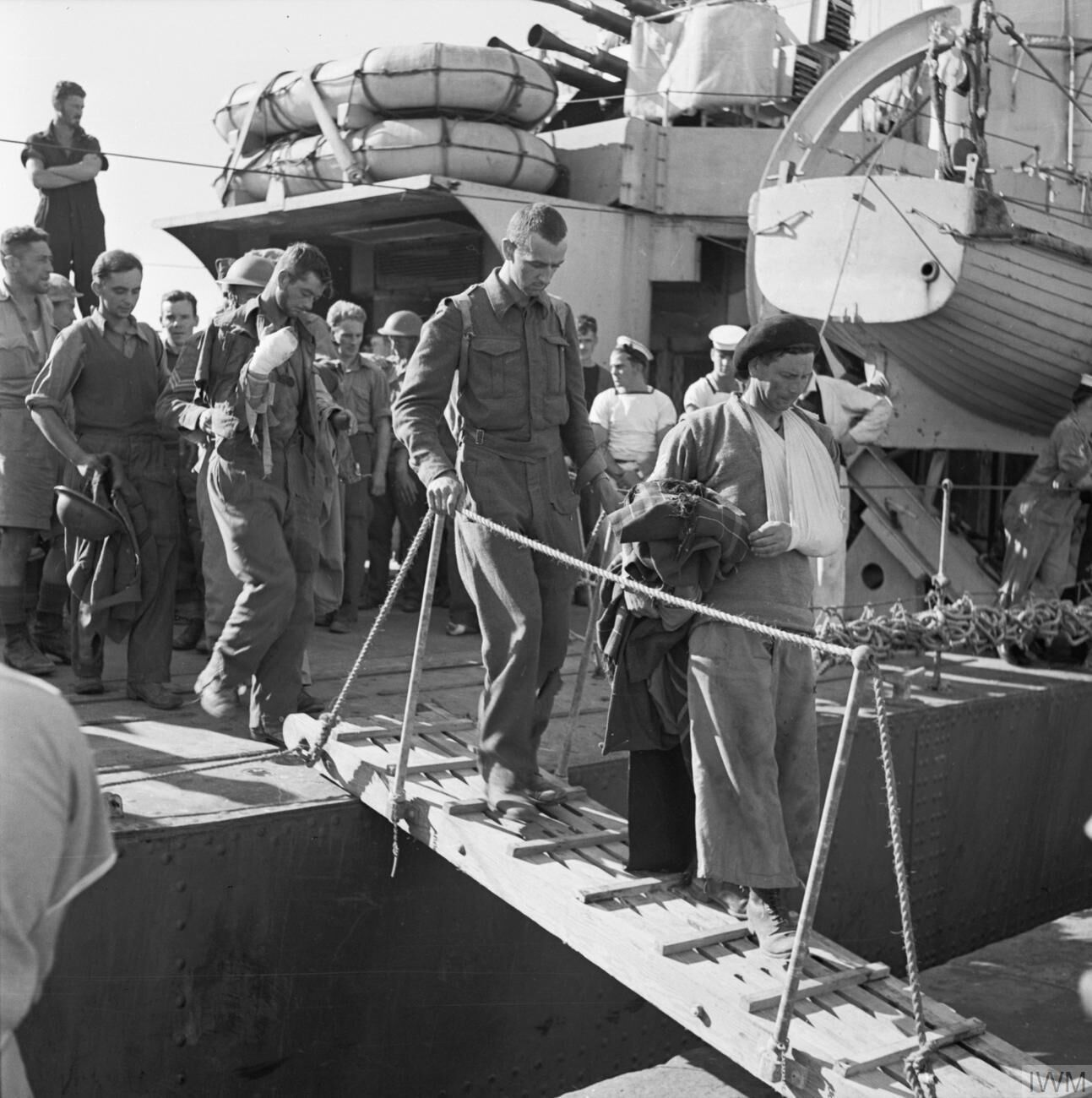
英軍傷兵被撤退到埃及亞歷山卓港

過去4天晚上共有16,000名士兵被軍艦撤退到埃及包括輕巡洋艦阿賈克斯號，其中大部份是從斯法基亞撤退，另外小部份是在5月28日晚從伊拉克利翁撤走的，這些部隊沿途都遭到德國空軍的俯衝轟炸機的攻擊並付出巨大傷亡，超過9,000名澳新軍團士兵及數千名希臘士兵留下來繼續盡力防守剩下的地區，他們戰至投降為止，伊拉克利翁及瑞提姆農在隨後數天落入德軍手中，少數義大利軍協助攻佔瑞提姆農的行動，至6月1日，整個克里特島完全落入德軍手中。

### 希臘第8團的防守
希臘第8團在阿利基亞諾斯村內及鄰近地區的抵抗令盟軍撤退路線受到保護，阿利基亞諾斯位於罪犯狹谷，是戰略上重要地點及德軍在戰役開始時其中一個首要攻擊目標，希臘第8團由當地招募的青年、憲兵及軍校學生組成，他們裝備缺乏及只有大約850名強壯士兵–的營、而不是團的規模， 被配屬在由霍華德·基彭伯格中校的新西蘭第10步兵旅之下作戰，盟軍指揮官對他們只有很小的期望，但希臘人的表現證明他們的估計是錯誤的，在戰役的第一天他們決定性地擊退了德軍的工兵營，之後數天他們也抗拒了德軍第85及第100山地團的數次進攻，7天之內他們堅守了阿利基亞諾斯及保護了盟軍的撤退路線，希臘第8團對在克里特島西部的撤退之貢獻得到很多歷史學家如安東尼·比弗及亞倫·克拉克的認同。

### 澳新軍團撤退
德軍穩定地把英國、大英國協及希臘軍隊向南壓迫，利用空軍及炮火支援摩托車及山地部隊實施波濤式進攻(山脈地形令裝甲部隊在此地難以部署)，在蘇達及百瑞坦尼的蘇達灣守軍最終沿通向斯法基亞北面的Vitsilokoumos撤退，大約在半路上的Askifou村被稱為茶托的火山口上停下來，這裡的地形足夠平坦和寛闊以適合支援大型空投，部隊被部署在其周圍以阻止德軍空降部隊從陸上阻止撤退，在Stilos村，新西蘭第5旅及澳大利亞第7營第2連阻擊已展開側擊的1個德軍山地營，雖然佔有人數上的優勢，但在缺乏炮火及空中支援下被迫後退，對澳新軍團來說，德國空軍集中力量在伊拉克利翁及瑞提姆農，因而在日晝下能夠在道路上安全撤退。

### 毛利族作為掩護
該旅的撤退由蘭奇·羅亞爾陸軍上尉指揮的第28（毛利人）營掩護（羅亞爾的士兵已在第42號街辨別出他們），他們超越德軍第141山地步兵團及阻擊了德軍的進攻，當主要作戰單位安全退到側後後，毛利人後撤24公里，只損失了2人及有8人受傷，所掩護的部隊全部安全，因此只有特遣隊小隊是在該地區唯一被切斷的部隊及不能撤退。

### 與捍隊的失去聯絡
特遣隊在盟軍仍然大規模的從埃及向克里特島增援以改變戰役進程時已被派到島上，該特遣隊只有一個營的兵力及加上一支為數200人的小隊，由羅拔·萊考克指揮，被部署在蘇達以掩護主力部隊撤退，萊考克的士兵，得到剩下來的3輛英國坦克的增援，又得到第20重型高射炮兵連的士兵加入，逐炮兵連被派往蘇達碼頭駐守及拒絕相信盟軍已實施大規模撤退，經過一天激烈的戰鬥，萊考克決定在夜幕的掩護下撤退至Beritiana，他們在這裡得到羅亞爾及轄下的毛利人加入，他們接受了另外的防衛任務及最終進行了掩護撤退的戰鬥，但萊考克及其部隊被實力強大得多的德軍在巴巴里哈利村切斷，在俯衝轟炸機攻擊下，特遣隊小隊未能撤离，萊考克及其副旅長，小說家伊芙琳·沃在一輛坦克掩護下突破德軍戰線逃走，而小隊的其他士兵及第20重型高射炮兵連的同伴則战死或被俘。

### 傳統
在撤退期間，康寧漢上將決定海軍不會扔下陸軍不理，當海軍官員表達出這可能導致損失大量軍艦的關注時，康寧漢說：「英國需要三年建造一艘軍艦，但需要三個世紀建立一個傳統。」
英國黑衛士兵團其中一連的指揮官阿利斯泰爾·漢密爾頓已經宣佈：「當黑衛士兵團將在愛達山融雪時離開克里特島。」漢密爾頓本人沒有離開該島：他被一輪迫擊砲齊射所殺，但其部隊已經撤離，及他們不情願地服從，他們一致決定帶領他們的希臘盟友下山及破壞手頭上的大部份英軍重型裝備以避免落入德國人手中，他們將彈藥交給留下來的克里特人以繼續對抗德軍。

### 投降

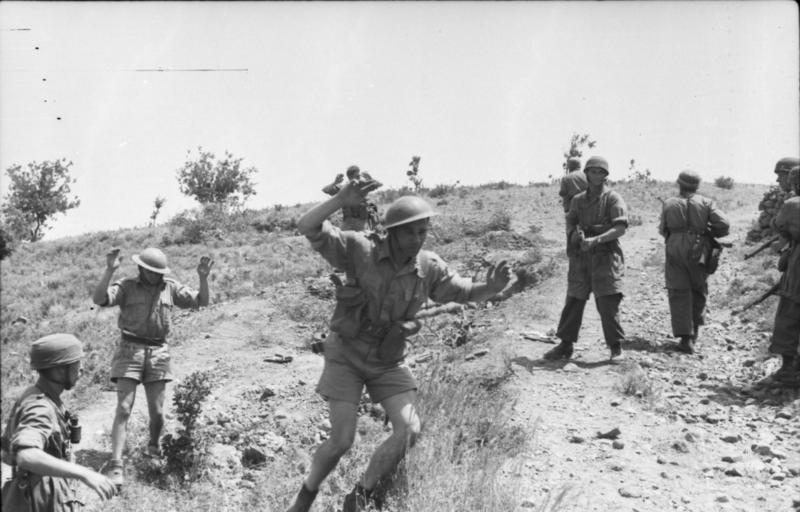
英軍士兵向德軍傘兵投降

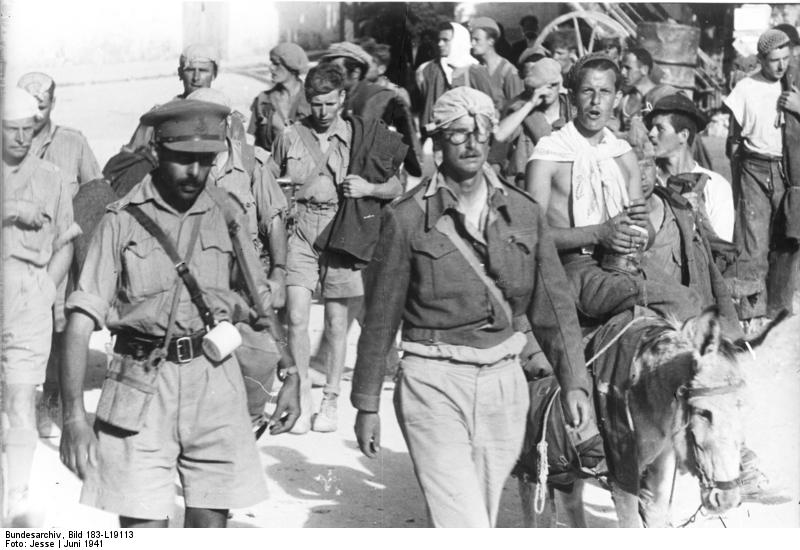
被俘虜的英軍士兵

同時，伊拉克利翁的指揮官甘寶准將已被授權向敵軍投降，雷西姆農因而陷落，5月30日晚上，德軍摩托化部隊及登陸錫蒂亞的義大利軍在米拉貝拉灣會師，駐守在十二群島的義大利指揮官早在5月21日已表示可對德軍提供支援，但該要求必須通過赫爾曼·戈林，他最終在清楚地知道德軍未能按預定的計劃前進後才批准這個請求。
6月1日剩下的5,000名守軍在斯法基亞投降，雖然有很多人逃入山區及導致德軍面對多年的佔領問題，在1941年估計有大約500名大英國協軍人留下來，他們沒有對希臘人說話，他們很容易的混入當地的人口中。
英國人上了痛苦一課，他們敗於德軍的精英部隊，這些部隊曾在荷蘭戰役中成為戰俘，由於英軍在荷蘭陷入德國手中時只能運走1,200名德軍傘兵戰俘，大部份被俘的德軍傘兵因而能返回德國。

## 總結

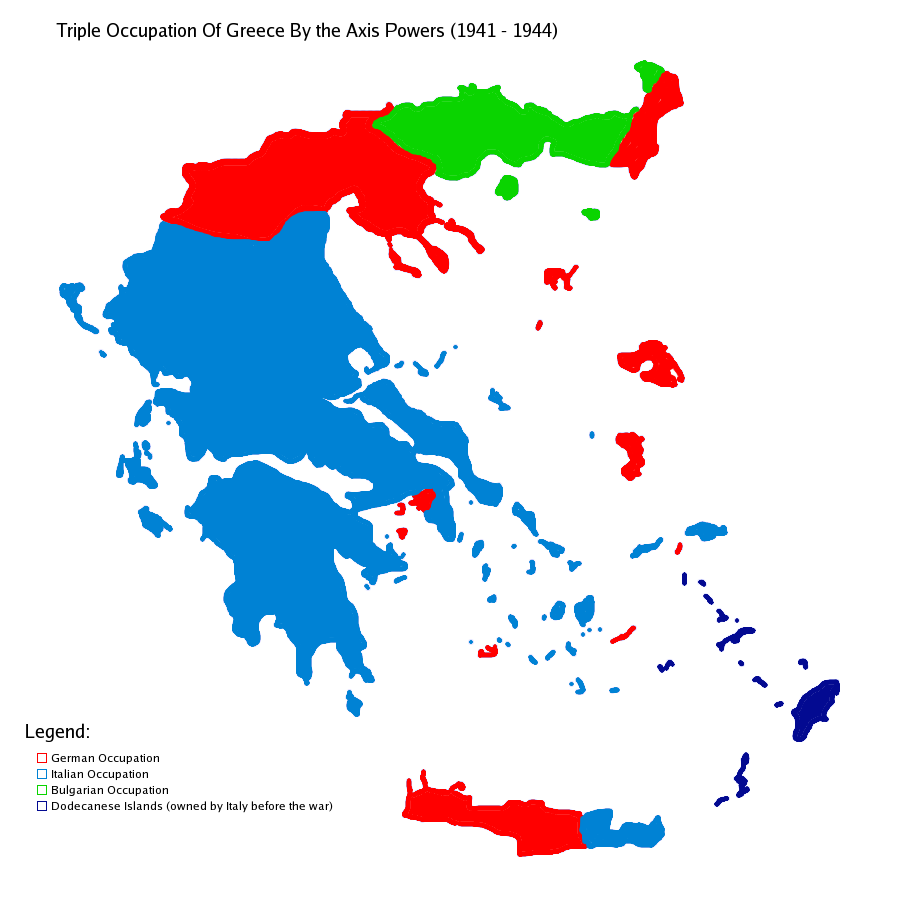
被佔領的希臘地圖展示德國及義大利在克里特島的佔領區

盟軍指揮官們擔心德軍利用克里特島作為在該地區進行進一步軍事行動的跳板，有可能對塞浦路斯實施空降行動或從海上登陸入侵埃及以支援德國/義大利軍隊在利比亞的軍事行動，但是當巴巴羅薩行動開始後，這些憂慮已經消失，很明顯德軍的行動只是防禦性質。
對阿道夫·希特勒來說德國傘兵的損失非常大，德軍亦重新考慮其空降作戰理論，令他們沒有在蘇聯大規模使用這些部隊，肯定地，傘兵的使用吸引了盟軍，盟軍的計劃者沒有注視德軍的傷亡率，在該戰役後組建了自己的空降部隊。
在克里特島的戰事沒有推遲巴巴羅薩行動，巴巴羅薩行動的開始日期（1941年6月22日）已在克里特島的行動實施數星期前決定，而希特勒實施水星行動的決定是水星行動的準備工作是不會干擾巴巴羅薩行動，分配到水星行動的單位及一些參與巴巴羅薩行動的單位已在5月底部署到波蘭及羅馬尼亞，因此水星行動並沒有延遲把希臘調動部隊，當然在戰役期間抽走第8航空軍以到達其在巴巴羅薩行動開始時的位置是一個重要原因令皇家海軍撤出眾多守軍，推遲巴巴羅薩行動並不是因為克里特島戰役，反而等待上漲了的河流退水及在波蘭的飛機場乾涸才是主要原因。
失去克里特島，特別是由於英國地面部隊未能認識到飛機場的重要性，令英國政府開始覺醒，直接結果的是，英國皇家空軍被授權防衛其基地以防避來自陸上及空中的攻擊，因此英國皇家空軍兵團在1942年2月1日成立以符合這個要求。

## 傷亡

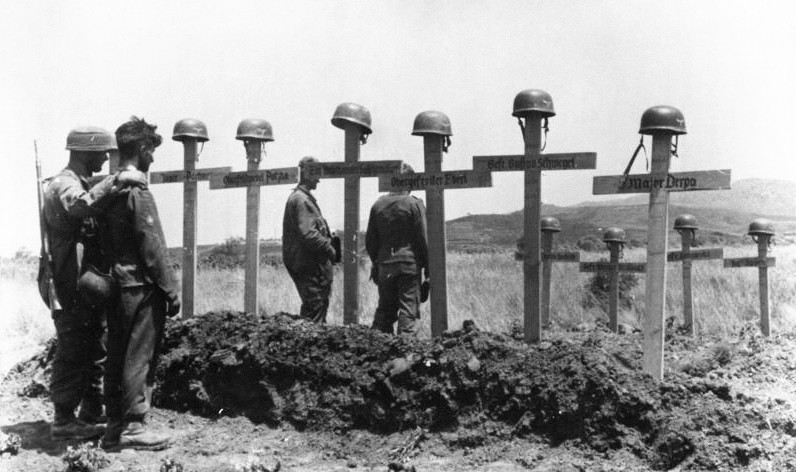
1941年，德軍士兵之墓地

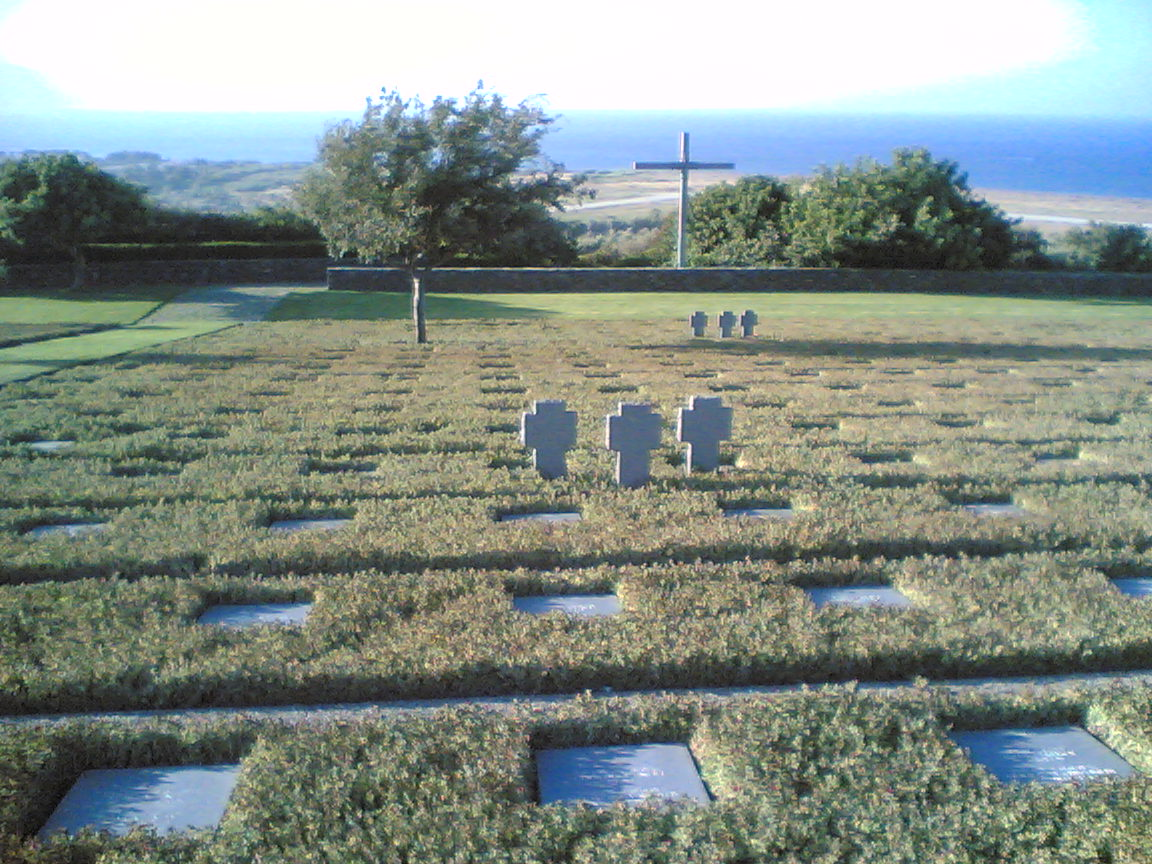
在馬莢邁的紀念碑 "士兵們的墓穴是最偉大的和平傳教士"

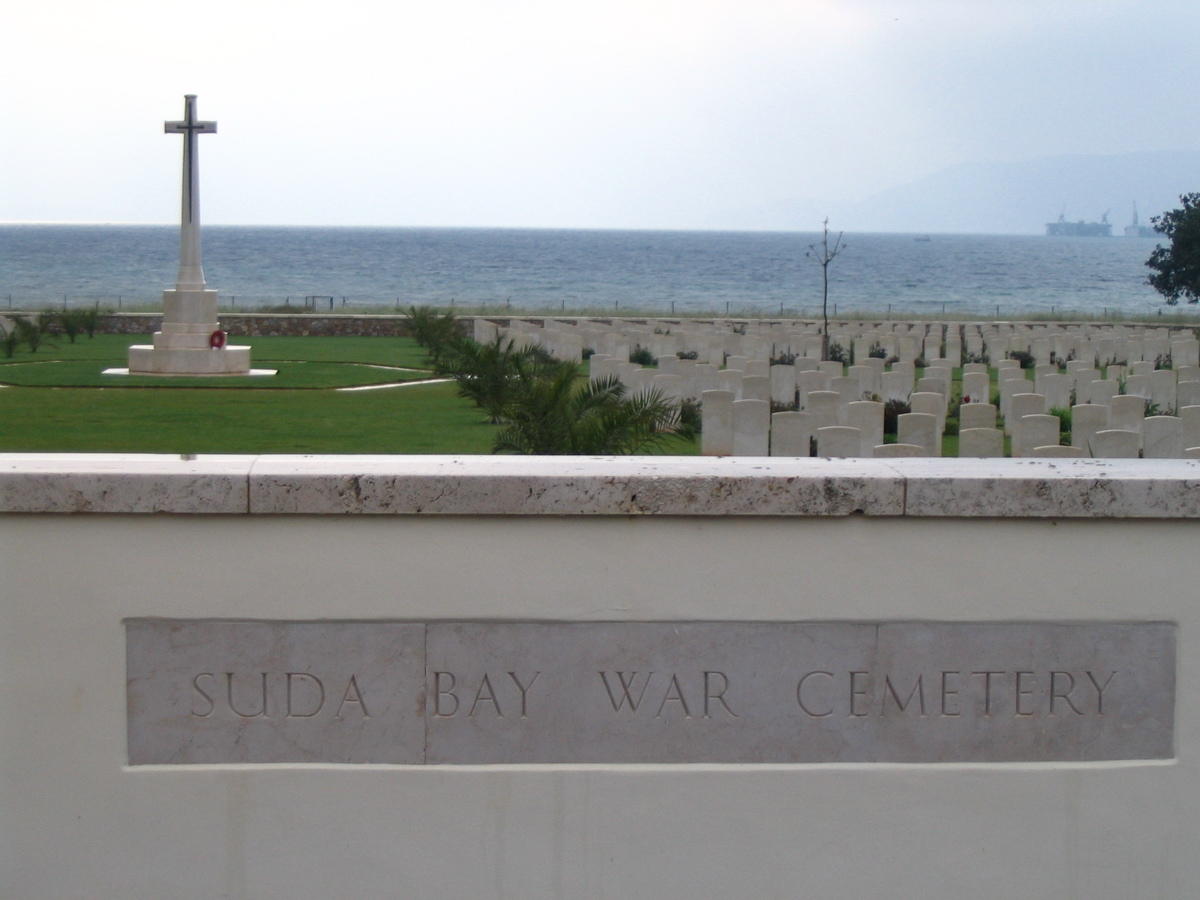
在蘇達灣的戰爭紀念碑

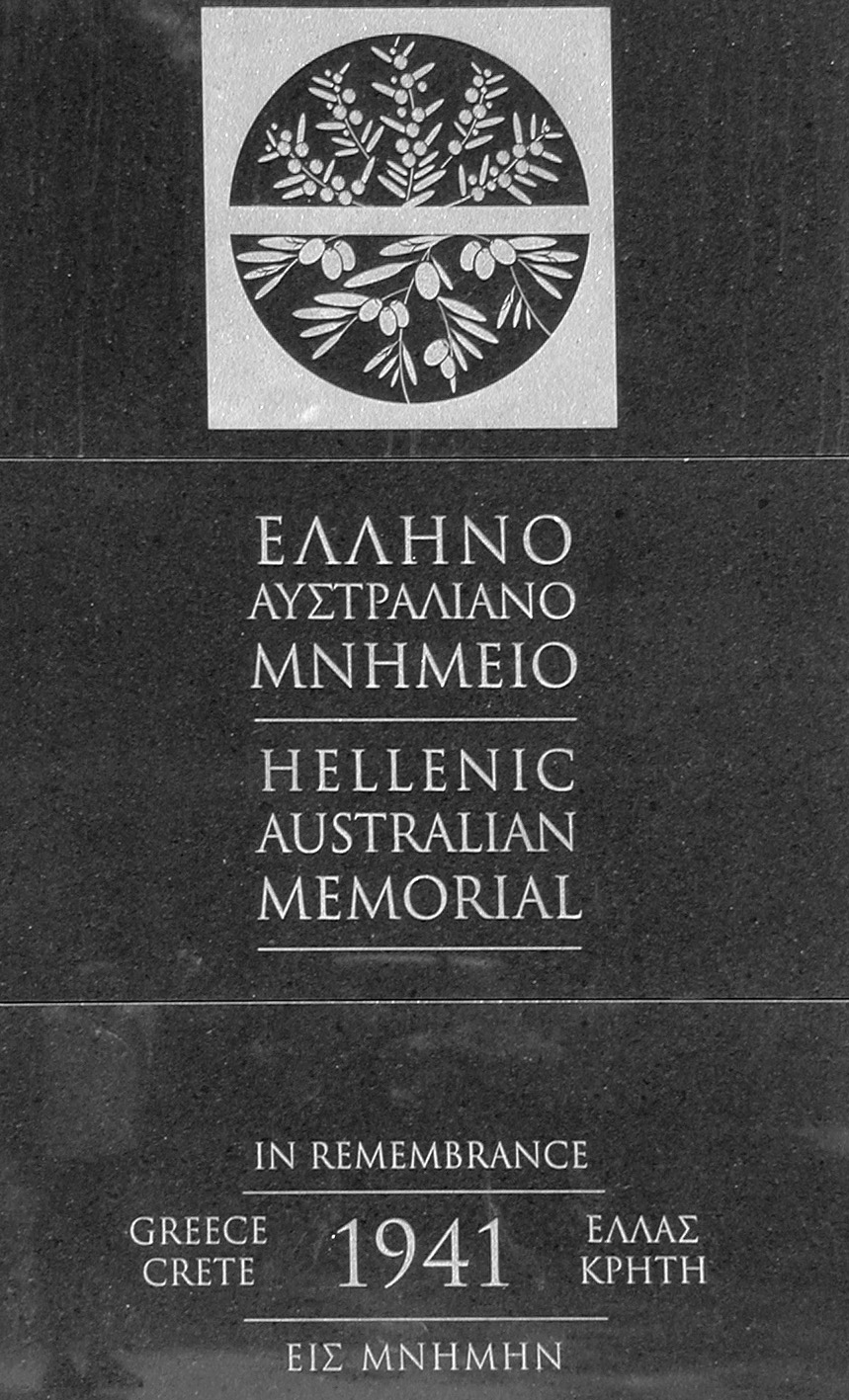
在雷提莫市中心的希臘及澳大利亞將士紀念碑

德國官方的傷亡數字較難決定，因為來自不同的德軍指揮官在不同日子的不同文件中的數字有少許不同，Davin根據不同的資料來源已計算出傷亡數字是大約6,698人，這是根據以下的總結：
[有關文件顯示德國傷亡數字表]
這6,698人不包括第8航空軍的受傷數字及德國海軍在海岸登陸的傷亡數字，Davin亦記錄其估計的數字可能不包括數百名輕傷的士兵，其它少量的遺漏也有可能，但是有關克里特島戰役安娜表示：

英國方面有關德軍的傷亡數字報告幾乎完全被誇大及因一般和宣傳因由被當時德國官方回應所拒絕接受。

這些誇大德軍傷亡數字的報告在戰役結束後幾乎立即出現，泰勒表示在1941年6月12日於新西蘭報張作家報上發表了一份報告：

德軍共有最少12,000人傷亡及大約5,000人淹死。

溫斯頓·邱吉爾表示德軍的傷亡數字必然超過15,000人，而康寧漢上將認為數字可能超過22,000人，巴克利根據英國情報組織假設敵軍每一人陣亡就有兩人受傷的假設，估計傷亡數字共16,800人，雖然這些富於幻想的估計時間很久，美國陸軍歷史館發表了一份英國內閣辦公室歷史分部的報告，總結大部分軍事歷史學家均接受德軍的正確傷亡數字介乎6,000人至7,000人。
澳大利亞軍墓委員會計算出德軍在馬萊邁-蘇達灣地區、雷提莫及伊拉克利翁共有5,000個墓地，Davin總結這數字包括一定數量的德軍在佔領期間因疾病、意外或與遊擊隊戰鬥中死亡的數字。
德軍的傷亡名單中包括一系列軍官，領頭的是德軍第7空降師師長威廉·蘇斯曼少將，他在戰役中指揮中部集團，他在5月20日到達克里特島前於滑翔意外中死亡，名單中還有傘兵第1突擊團團長歐根·邁因德爾上校，他在戰役中指揮西部集團，於5月20日在戰鬥中被射中胸膛及在翌日逝世，根據Davin的資料，只有17名被俘的德軍軍官被送到埃及。
名單中還包括三名馮·布呂歇爾兄弟，他們在該戰役中戰死。
盟軍共損失了3,500名士兵：1,751人陣亡、相同數量的受傷人數及巨大的被俘人數（12,254名大英國協士兵及5,255名希臘士兵），皇家海軍亦有1,828人陣亡及183人受傷，戰爭結束後由德軍建立的四處盟軍墓地已被移往在蘇達灣的墳場。
大量平民在雙方交火時被殺或作為遊擊隊成員在戰鬥中陣亡，很多島上居民在戰役中或之後被佔領期間被德軍報復殺死，德國人宣稱克里特島遊擊隊大規模破壞屍體，但麥當勞在1995年時認為這些屍體分解是因為高氣溫及腐屍鳥類導致的，一個來自該島的資料顯示在戰爭中該島平民共有6,593名男子、1,113名女子及869名兒童被殺。
德國的記錄顯示被處決的克里特島居民為3,474人及最少有另外1,000名平民在1944年底的大屠殺被殺。
| 克里特島戰事傷亡 | 陣亡  | 失蹤 （估計已經陣亡） | 總數 陣亡及失蹤 | 受傷  | 被俘   | 總數   |
| ---------------- | ----- | --------------------- | --------------- | ----- | ------ | ------ |
| 大英國協         | 3,579 |                       |                 | 1,900 | 12,254 | 17,733 |
| 納粹德國         | 2,124 | 1,917                 | 4,041           | 2,640 | 17     | 6,698  |
| 希臘             |       |                       |                 |       | 5,225  |        |
| 義大利           |       |                       |                 |       |        |        |

## 附加讀物
- Antill, Peter D. Crete 1941: Germany's lightning airborne assault, Campaign series. Osprey Publishing: Oxford, New York. 2005 ISBN 1-84176-844-8
- Barber, Laurie and Tonkin-Covell, John. Freyberg : Churchill's Salamander, Hutchinson 1990. ISBN 1-86941-052-1
- Beevor, Antony. Crete: The Battle and the Resistance, John Murray Ltd, 1991. Penguin Books, 1992. Pbk ISBN 0-14-016787-0 Boulder : Westview Press, 1994. LCCN 93047914
- Buckley, Christopher. Greece and Crete 1941, London, 1952. Greek pbk edition (in English): P. Efstathiadis & Sons S.A., 1984. Pbk ISBN 960-226-041-6
- Clark, Alan. The Fall of Crete, Anthony Blond Ltd., London, 1962. Greek pbk edition (in English): Efstathiadis Group, 1981, 1989. Pbk ISBN 960-226-090-4
- Churchill, Winston. The Second World War Volume IIIPenguin Pbk edition ISBN 0-14-144174-7
- Comeau, M. G. Operation Mercury : Airmen in the Battle of Crete, J&KH Publishing, 2000. ISBN 1-900511-79-7
- Davin, Daniel Marcus. . The Official History of New Zealand in the Second World War 1939–1945. Wellington, New Zealand: Historical Publications Branch, Department of Internal Affairs, Government of New Zealand. 1953  [2008-02-08]. （原始内容存档于2012-03-18）.
- Elliot, Murray. Vasili: The Lion of Crete, Century Hutchinson New Zealand Ltd., London, Australia, South Africa. Greek paperback edition (in English): Efstathiadis Group S.A., 1987, 1992.  Pbk ISBN 960-226-348-2
- Greene, Jack and Massignani, Alessandro. The naval war in the Mediterranean 1940-1943, Chatam Publishing, 1998.
- Hellenic Army General Staff. . Athens: Army History Directorate Editions. 1997. ISBN 960... OCLC 45409635.
- Harokopos, George. The Fortress Crete, subtitled on cover '1941-1944' and within 'The Secret War 1941-1944' and 'Espionage and Counter-Espionage in Occupied Crete', Seagull Publications. Greek paperback edition/English translation: B. Giannikos & Co., Athens, 1993.  Translation and comments by Spilios Menounos. Pbk ISBN 960-7296-35-4
- Keegan, John. Intelligence in War: Knowledge of the Enemy from Napoleon to Al-Qaeda (2003) ISBN 0-375-40053-2
- Kokonas, N.A., M.D. The Cretan Resistance 1941-1945, forwarded by P. Leigh Fermor and others. London, 1993. Greek paperback edition (in English): Graphotechniki Kritis, Rethymnon, Crete, Greece. Pbk ISBN 960-85329-0-6
- Lind, Lew. Flowers of Rethymnon:  Escape from Crete, Kangaroo Press Pty Ltd, 1991. ISBN 0-86417-394-6
- Long, Gavin. . Australia in the War of 1939-1945 — Series One ( Army ). Canberra: Australian War Memorial. 1953  [2008-02-08]. （原始内容存档于2009-02-15）.
- MacDonald, C. The Lost Battle - Crete 1941, MacMillan 1995 ISBN 0-333-61675-8
- Mazower, Mark. Inside Hitler's Greece: The Experience of Occupation 1941-44, Yale University Press, New Haven and London, 1993. ISBN 0-300-05804-7
- Moss, W. Stanley. Ill Met By Moonlight: The Story of the Kidnapping of General Karl Kreipe, the German Divisional Commander in Crete, The MacMillan Company, NY, 1950
- Psychoundakis, George. The Cretan Runner: His History of the German Occupation, English translation and introduction by Patrick Leigh Fermor. London, 1955. Greek paperback edition (in English): Efstathiadis Group S.A., 1991. Pbk ISBN 960-226-013-0
- Shores, Christopher and Cull, Brian with Malizia, Nicola. Air War For Yugoslavia, Greece, and Crete 1940-41, Grub Street, 1987 ISBN 0-948817-07-0
- Thomas, David A. Crete 1941: The Battle at Sea, Andre Deutsch Ltd. Great Britain, 1972. Greek pbk edition (in English): Efstathiadis Group, Athens 1980

## 外部連結
- Landing in the bay of Sitia 28 May 1941 r. (PL) （页面存档备份，存于）.
- Battle of Crete Photo and Documents Archive
- John Dillon's Battle of Crete site
- Stoker Harold Siddall Royal Navy, his capture on Crete and life as a POW （页面存档备份，存于）
- Richard Hargreaves's The invasion of Crete article （页面存档备份，存于）